# Hyundai Eon
O Eon é um automóvel compacto, produzido pela Hyundai Motor Company, lançado em 2011. Juntamente ao i10, substituiu o Atos.